# Gunnar Åmell
Jonas Gunnar Åmell, född 18 maj 1893 i Säbrå socken, död 16 juni 1960 i Örebro, var en svensk yrkesmålare och målare.
Han var från 1922 gift med Sigrid Elisabeth Hagberg. Åmell utbildade sig till yrkesmålare i Härnösand och var därefter verksam i tid i Stockholm innan han fick anställning som målare vid Statens järnvägars centralverkstad i Örebro. Vid sidan av sitt arbete var han verksam som konstnär och studerade konst vid en aftonskola i Härnösand samt kroki- och målerikurser i Örebro som han följde upp med en studieresa till Frankrike. Separat ställde han ut i bland annat Sollefteå och han medverkade i ett flertal samlingsutställningar i Örebro.  